# الفتاة ذات الحجاب (لوحة)
الفَتاة ذات الحِجَابُ (بالهولندية: Meisjeskopje) هي لوحة زيتية من القرن السابع عشر بريشة رسام العصر الذهبي الهولندي يوهانس فيرمير، اكتملت بين عامي 1665 و1667 ، وهي الآن في متحف متروبوليتان الفن، نيويورك. رُسمت اللوحة في نفس الوقت الذي رسمت فيه لوحة "الفتاة ذات القرط اللؤلؤي"، ولها حجم متطابق تقريبًا. وبسبب هذا، وقربها من النغمة والتكوين، فإنها تعتبر أحيانًا إما لوحة مختلفة أو لوحة معلقة (نظيرة) للفتاة ذات القرط اللؤلؤي. يرتدي النموذف في كلتا اللوحتين أقراطًا من اللؤلؤ، وأوشحة ملفوفة على أكتافهما، وتظهر أمام خلفية سوداء بسيطة. بالإضافة إلى ذلك، فقد تم اقتراح (على الرغم من أن هذا الأقتراح قد تم التنازع عليه على نطاق واسع) أن إنشاء كلا العملين تضمن استخدام بعض الأجهزة البصرية، مثل أستخدام الحجرة مظلمة أو المرآة، كما تتكهن أطروحة هوكني - فالكو.

## الوصف
يتم تصوير النموذج على أنها ذات وجه عائلي - متباعد بشكل كبير ومسطح - وأنف صغير وشفتين رفيعتين. أدى الافتقار إلى «الجمال المثالي» للنموذج إلى اعتقاد عام بأن هذا العمل قد تم رسمه بناءً على تكليف، على الرغم من أنه من الممكن أن يكون النموذج هو ابنة فيرمير. ربما استخدم الفنان نموذجًا حيًا، ولكن، كما هو الحال مع الفتاة ذات القرط اللؤلؤي، لم يبتكر العمل كصورة شخصية، ولكن «كتروني» (كلمة هولندية تعني «محيا» أو «تعبير»)، وهو نوع هولندي من القرن السابع عشر تم تقدير أللوحات بسبب «أزياءها غير المعتادة، والفتنة، واقتراح الشخصية، وإثبات المهارات الفنية». تشجع أللوحة المشاهد على أن يكون فضوليًا بشأن أفكار الشابة أو مشاعرها أو شخصيتها، وهو أمر نموذجي في العديد من لوحات فيرمير.
أسلوب عمل لوحة الفتاة ذات القرط اللؤلؤي ولوحة الفتاة ذات الحجاب أمر غير معتاد بالنسبة لأغلب أعمال فيرمير من حيث افتقارها إلى خلفيته الغنية المعتادة؛ بدلاً من ذلك، يتم تأطير الفتيات بخلفية سوداء عميقة. يبدو أن تأثير العزل هذا يزيد من ضعفهم ويظهر الرغبة في وضع الثقة في المشاهد. في عام 1994 ، كتب المؤرخ الفني إدوارد سنو أن أللوحة تنقل «الرغبة في الجمال والكمال إلى قبول محب لما هو معيب».

## التاريخ والمعارض
ربما كانت اللوحة مملوكة لبيتر كلايس فان رويجفين (اشتهر بكونه راعياً ليوهانس فيرمير للجزء الأكبر من مسيرة الفنان) قبل عام 1674 ، ثم أرملته ماريا دي كنويجت، حتى عام 1681 ؛ ثم ابنتهما ماجدالينا فان رويجفين حتى عام 1682 ؛ ثم أرملها، جاكوب ديسيوس (كان مصممًا وطباعًا هولنديًا.)، حتى عام 1695. يُعتقد أن اللوحة كانت جزءًا من بيع ديسيوس في 16 مايو 1696. من المحتمل أن تكون بعد ذلك قد ملكًت للدكتور لوختمانز، الذي باعها في روتردام كجزء من عملية بيع في الفترة من 20 إلى 22 أبريل 1816 مقابل 30 غرامًا من الفضة. امتلك الأمير أوغست ماري ريموند دارنبرغ، من بروكسل، اللوحة بحلول عام 1829 ، وبقيت في عائلته، في بروكسل وشلوس ميبين، من عام 1833 إلى أوائل الخمسينيات من القرن الماضي. في عام 1959 (أو 1955 ، وفقًا لمصدر آخر)، تم شراؤها في عملية بيع خاصة من بواسطة السيد تشارلز بيرير رايتسمان والسيدة جين رايتسمان من نيويورك مقابل مبلغ يقدر بحوالي 125000 جنيه إسترليني. في عام 1979 ، تبرعت عائلة رايتسمان باللوحة لمتحف المتروبوليتان للفنون تخليداً لذكرى أمين المعرض السابق ثيودور روسو الابن.

## الفنان

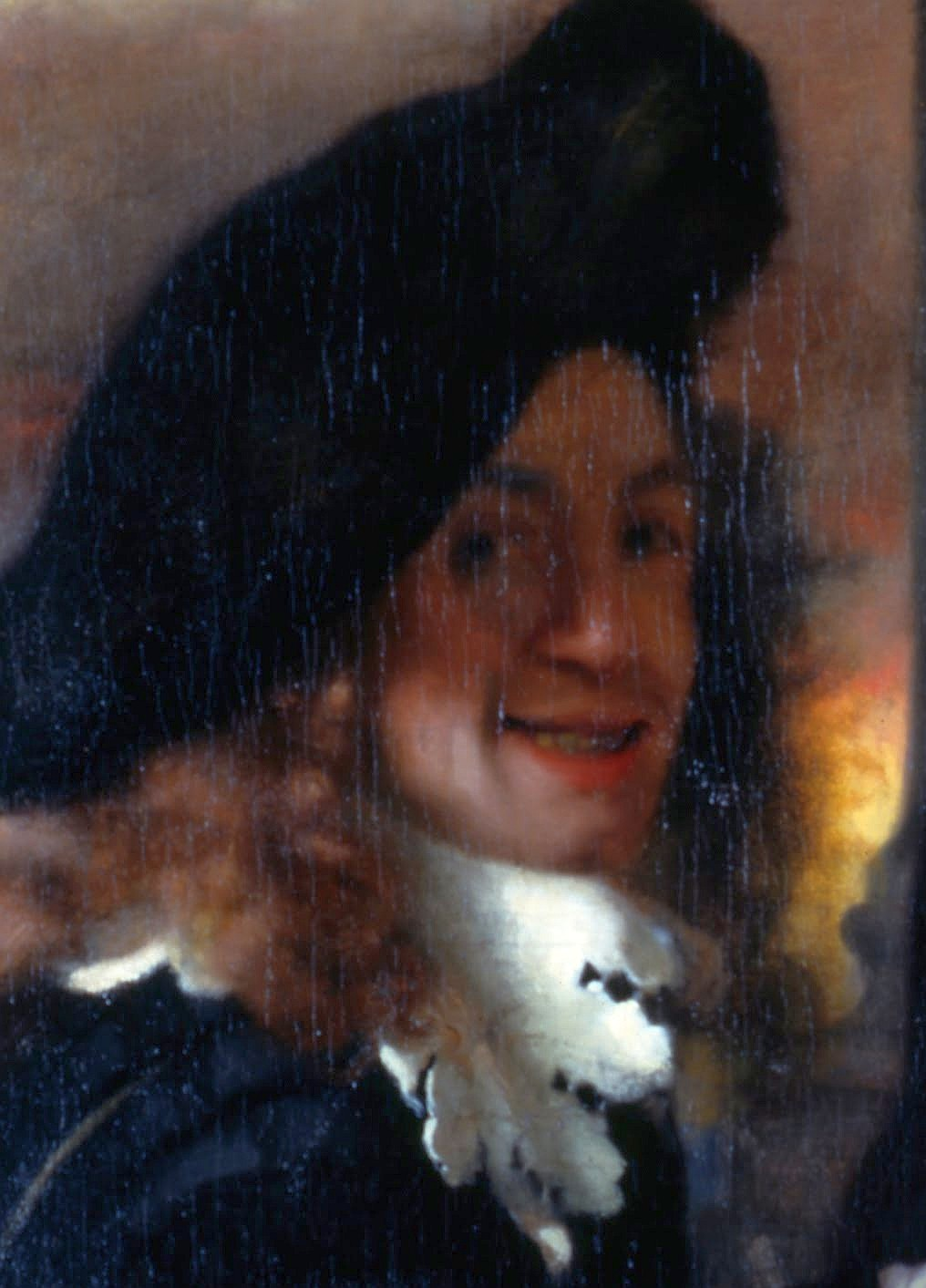
يوهانِس فيرمير

يوهانِس فيرمير والمعروف باسم فيرمير (1632-1675م) هو رسَّام هولندي في الفترة الباروكية،  ولد في بلدة دلفت الهولندية. يعتبر من أكبر فناني القرن الـ17 الميلادي في أوروبا. كان متخصصًا في رسم المشاهد الداخلية المنزلية لحياة الطبقة الوسطى. يُعتبر يوهانس رسامًا محليًا ناجحًا نوعًا ما، ومن الواضح أنه لم يكن ثريًا، فقد ترك زوجته وأطفاله غارقين في الديون عند وفاته، وربما يعود سبب ذلك لإنتاجه عددًا قليلًا نسبيًا من اللوحات الزيتية. عمل فيرمير ببطء واهتمام شديدين، وكثيرًا ما كان يستخدم الأصباغ باهظة الثمن. اشتُهر بشكل خاص بمعالجته الفريدة واستخدامه للضوء في أعماله. رسم فيرمير في معظم لوحاته مشاهد منزلية داخلية، «ومن الواضح أن جميع المشاهد في لوحاته جرت في غرفتين صغيرتين ضمن منزله في دلفت، إذ يظهر نفس الأثاث والديكورات في ترتيبات مختلفة، وكثيرًا ما صور نفس الأشخاص وكان معظمهم من النساء». عُرف خلال حياته في دلفت ولاهاي، لكن شهرته المتواضعة أفسحت مجالًا للغموض بعد وفاته. لم يُذكر إلا بالكاد في كتاب المصدر الرئيسي لأرنولد هوبراكن في القرن السابع عشر (المسرح الكبير للرسامين الهولنديين والفنانات النساء)، وهكذا فقد حُذف من الدراسات الاستقصائية اللاحقة للفن الهولندي لما يقارب قرنين من الزمن. اكتُشفت أعمال فيرمير من قبل باحث الفن الألماني غوستاف فريدريك واغن وثيوفل ثوري برغر، عندما نشرا مقالًا يحتوي على 66 صورة لفيرمير على الرغم من أن 34 لوحة فقط تُنسب إليه اليوم. اتسعت شهرة فيرمير منذ ذلك الحين ليصبح معروفًا بصفته واحدًا من أعظم الرسامين في العصر الذهبي الهولندي. لم يسافر فيرمر إلى الخارج قط، وكذلك فعل العديد من الفنانين الهولنديين في العصر الذهبي أمثال رامبرانت وفرانز هالزن، وكان فيرمير كما كلن رامبرانت تاجرًا ومقتنيًا متعطشًا للأعمال الفنية.